# Hohlbrunnermühle
Hohlbrunnermühle (auch Himmeleinsmühle, Eselsmühle genannt; fränkisch: Himmalaindsmühl) ist ein Gemeindeteil der Stadt Iphofen im unterfränkischen Landkreis Kitzingen. Hohlbrunnermühle liegt in der Gemarkung Dornheim.

## Geografische Lage
Die Einöde liegt relativ zentral im Iphöfer Gemeindegebiet am Breitbachzufluss Zettelbach. Im Norden befindet sich die Untere Mühle von Nenzenheim am Kirchbach, nordöstlich liegt Nenzenheim. Der Südosten wird von Dornheim eingenommen, während im Süden die Herrgottsmühle steht. Südwestlich der Mühle fließt der Zettelbach in den Breitbach. Dort schließt sich die Nierenmühle an. Nordwestlich befindet sich Mönchsondheim.

## Geschichte
Der Ortsname weist vielleicht auf die natürlichen Begebenheiten in der Umgebung hin. So könnte die Mühle auf den sogenannten „Heubrunn“, einer Quelle in der Umgebung, zurückgehen. Im mainfränkischen Dialekt wird die Quelle auch „hailbrun“ genannt, was auf die sagenhaften Fähigkeiten des Wassers hinweist. Zeitweise benannte man die Mühle auch nach dem damaligen Inhaber. Der Name Erlmühle, der in einer Quelle gebraucht wird, geht wohl auf einen Abschreibefehler zurück.
Erstmals erwähnt wurde die Mühle bereits im Jahr 1407. Damals registrierte das Urbar des Zisterzienserklosters Ebrach in der Nähe des Dorfes eine „molendium“ (Mühle). Es folgte eine größere Überlieferungslücke, die Anlage tauchte dann vor 1723 als „Erlmühle“ in den Quellen wieder auf. Im Jahr 1799 wurde die „Eselsmühle“ eine Viertelstunde nordwestwärts von Dornheim verortet. Vermutlich sorgte damals ein Esel zusätzlich für den Antrieb der Mühle.
Im Jahr 1830 wurde „ein Mühlgut, die Eselsmühle genannt“, beschrieben. Die Anlage besaß damals sowohl ein Mahl- als auch ein Gerbwerk. Als Besitzer nannte man Georg Adam Himmellein, dessen Vater bereits vor 1821 im Besitz der Mühle war. 1833 tauchte nochmals der Name Eselsmühle auf, ehe um 1835 die „Himelesmühle“ erstmals genannt wurde. 1864 erwähnte man die „Himmeleinsmühle“. Seit 1867 wird sie Hohlbrunnermühle genannt.
Mit dem Gemeindeedikt (frühes 19. Jahrhundert) wurde Hohlbrunnermühle dem Steuerdistrikt Dornheim und der Ruralgemeinde Dornheim zugeordnet. Im Zuge der Gebietsreform in Bayern wurde Hohlbrunnermühle am 1. Januar 1972 nach Iphofen eingegliedert.

### Baudenkmal
Das alte Mühlengebäude ist noch weitgehend erhalten und wird vom Bayerischen Landesamt für Denkmalpflege als Baudenkmal eingeordnet. Es präsentiert sich als zweigeschossiger Bau, der mit einem Halbwalmdach abschließt. Die Mühle weist verputztes Fachwerk aus dem 18. Jahrhundert auf. Daneben bestehen eine Scheune und die ehemalige Holzlege der Mühlenanlage.

### Einwohnerentwicklung
| Jahr      | 001818 | 001840 | 001861 | 001871 | 001885 | 001900 | 001925 | 001950 | 001961 | 001970 | 001987 |
| Einwohner | 6      | 7      | *      | 5      | 5      | 9      | 4      | 6      | 5      | 1      | 1      |
| Häuser    | 2      | 1      |        |        | 1      | 1      | 1      | 1      | 1      |        | 1      |
| Quelle    | [ 2 ]  | [ 12 ] | [ 13 ] | [ 14 ] | [ 15 ] | [ 16 ] | [ 17 ] | [ 18 ] | [ 19 ] | [ 20 ] | [ 1 ]  |

## Religion
Die Protestanten gehören zur Evangelischen Kirche (Dornheim), die Katholiken zur Pfarrei St. Laurentius (Dornheim).